# Anna Lundberg
Anna Lundberg (Helsingborg, 1994) è un'attrice svedese.
È nota per aver interpretato sé stessa nella serie televisiva britannica Staged dal 2020 al 2022.

## Biografia
Anna Lundberg nasce e cresce ad Helsingborg, in Svezia, dove inizia a recitare in teatro.
Dopo il diploma si trasferisce nel Regno Unito, per studiare prima alla London Academy of Music and Dramatic Art, poi alla Guildford School of Acting, nel Surrey. Ha frequentato anche l’Accademia americana di arti drammatiche a New York.

## Vita privata
Dal 2019 ha una relazione con l’attore Michael Sheen. La coppia vive in Galles e ha due bambine, Lyra, nata il 23 settembre 2019 e Mabli, nata il 19 maggio 2022.

## Filmografia

### Attrice
- Last Train to Christmas, regia di Julian Kamp (2021)
- Staged - sitcom, 19 episodi (2020-2022)

### Doppiatrice
- The Sandman (Sandman) - Serie TV, episodio 1x11 (2022)